# Nottataccia
Nottataccia è un film del 1992, diretto da Duccio Camerini, tratto dall'omonima commedia da lui stesso scritta.

## Trama
Andrea Gomma è un professore di latino, innamorato della sua vicina Susanna ma ha sempre avuto paura di dichiararle i propri sentimenti. Un giorno nella casa della donna trova rifugio Gino, un omosessuale pedinato dal suo protettore Pierone. Lei però ha un impegno e lo lascia solo. La sera stessa Andrea telefona a casa di Susanna, pronto finalmente a confessarle cosa prova per lei, ignaro che alla cornetta risponda proprio Gino.